# Louka u Litvínova
Louka u Litvínova (německy Wiesa) je obec v okrese Most v Ústeckém kraji, ležící asi 1,5 kilometru jihovýchodně od města Litvínov na březích Radčického potoka. Rozkládá se převážně podél silnice z Litvínova do Mariánských Radčic, která se ve vsi nazývá Sokolovská ulice. Žije zde 745 obyvatel a stojí asi 150 domů.
Zdejší nádraží je železniční uzel, kde se kříží železniční trať Oldřichov u Duchcova – Litvínov a méně frekventovaná trať Most–Moldava.

## Název
Název vesnice se v historických pramenech objevuje ve tvarech: Wise (1386), dy Wese (1398), Wesin (1436), Lauka (1548), „v ves Laucze“ (1618), Wiza (1654), Wiese (1787, 1833), Wiesa (1833), Louka a Wiese (1854) nebo Louka u Litvínova (1957).

## Historie
První písemná zmínka o Louce pochází z roku 1289, kdy zdejší majitel statku Thymo de Ryhsin (neboli z Rýzmburka) daroval cisterciáckému klášteru v Oseku půl marky stříbra ze vsi Louka. V roce 1386 potvrdil král Václav IV. Borešovi z Rýzmburka, že koupil od Kašpara z Ertmansdorfu a Nikla Kuchmistra vesnice Louku a Janov. V roce 1398 prodali Borešovi synové hrad Rýzmburk i se vším příslušenstvím míšeňskému markraběti Wilhelmovi. Louku dostal v léno Petr z Gablonce. Roku 1412 byl majitelem vsi Jiří Krines z Rotenhofu. Na přelomu 15. a 16. století patřila Louka Kaplířům ze Sulevic. Roku 1523 postoupil Jan Kaplíř ze Sulevic statek Děpoltovi z Lobkovic. V následujících letech došlo k vytvoření panství spojením statků Duchcova a Horního Litvínova. Roku 1639 zemřel bezdětný František Josef Lobkovic. Jeho vdova Marie Polyxena z Talmberka se v roce 1642 provdala za Maxmiliána z Valdštejna, jemuž přinesla věnem panství Duchov-Horní Litvínov. Louka pak náležela k tomuto panství až do roku 1848. V roce 1850 se stala sice samostatnou obcí, ale zanedlouho se stala osadou Horního Litvínova. Jako samostatná obec byla opět od roku 1897.
Původním zaměstnáním obyvatel bylo zemědělství. V obci se nacházel statek, v její severní části u rybníka mlýn, který však zmizel beze stopy již v raném novověku. Rozvoj obce od konce 19. století určovalo dolování uhlí. V roce 1889 zakoupil Úvěrní ústav z Drážďan na louckém katastru pozemky k dolování a důl Pluto byl otevřen dne 31. července 1891. S tímto průmyslovým rozvojem vznikla potřeba rozšíření železnice, takže staré nádraží na trati Duchcov–Podmokly z roku 1877 bylo zrušeno a na nově vybudované dráze Praha–Moldava (Pražsko-duchcovská dráha) bylo dne 20. května 1894 otevřeno nové nádraží.
S rozvojem průmyslu přibývalo i obyvatel, především českých horníků z vnitrozemí a měnila se tak i národnostní skladba. Vznikly české spolky: v roce 1896 odbor Národní jednoty severočeské, v roce 1897 Sokol. Ve školním roce 1913/14 byla v Louce v domě čp. 107 otevřena i česká škola, prozatím jako soukromá. V roce 1919 se stala veřejnou obecnou školou. Německá škola působila v Louce od roku 1854 jako pobočka a od roku 1870 jako obecná škola v čp. 14. Do zřízení školy navštěvovaly děti klášterní školu v Mariánských Radčicích. Nová budova školy byla postavena v roce 1893. V letech 1930–1931 byla postavena budova pro českou školu. Ve stejných letech byla v obci vybudována i kanalizace.
Během hospodářské krize ve 30. letech se v obci výrazně zvýšila nezaměstnanost. Za druhé světové války byl zabaven majetek českých podniků a veřejných korporací. Česká škola byla zrušena a její budovu využíval místní oddíl SA.
V roce 1947 došlo ke spojení obcí Horní Litvínov, Dolní Litvínov, Chudeřín, Šumná a Louka v nové město Litvínov. Louka jako samostatná obec zanikla a nesla označení Litvínov IV. V následujících letech se ale opět osamostatnila. Dne 3. září 1981 došlo v blízkém dolu Pluto II k výbuchu, který spolu s následným požárem zabil 65 horníků a dalších 28 zranil. Obci při rozšiřování těžby uhlí hrozilo, že bude v roce 1992 srovnána se zemí. Naštěstí ji tento osud nepostihl, neboť po roce 1989 došlo k útlumu těžby a stanovení tzv. územních limitů.
Původní kostel a hřbitov byly zničeny za husitských válek. V obci se dnes nachází kaple svatého Antonína Paduánského, která byla vystavěna místními rolníky až v roce 1834. Renovována byla v roce 1935 a naposledy v devadesátých letech 20. století.
V obci působí základní škola s prvním stupněm a mateřská škola. V roce 2002 byla dokončena rekonstrukce staré německé školy, kde vzniklo osm bytů. V obci je Sbor dobrovolných hasičů, který sídlí v domě čp. 45.

## Obyvatelstvo
Při sčítání lidu v roce 1921 ve vsi žilo 1 970 obyvatel (z toho 994 mužů), z nichž bylo 981 Čechoslováků, 935 Němců, 31 příslušníků jiné národnosti a 23 cizinců. Většina lidí se hlásila k římskokatolické církvi (1 399 obyvatel), 59 k evangelickým církvím, sedm k církvi československé a dva k nezjišťovaným církvím. Bez vyznání bylo 503 lidí. Podle sčítání lidu z roku 1930 měla Louka 2 105 obyvatel: 998 Čechoslováků, 1 088 Němců, jednoho příslušníka jiné národnosti a osmnáct cizinců. I tentokrát převažovali římští katolíci, ale 634 obyvatel bylo bez vyznání, osmdesát lidí patřilo k evangelickým církvím, 22 k církvi československé a jeden k nezjišťovaným církvím.
| Rok            | 1869 | 1880 | 1890 | 1900  | 1910  | 1921  | 1930  | 1950  | 1961  | 1970  | 1980  | 1991 | 2001 | 2011 | 2021 |
| -------------- | ---- | ---- | ---- | ----- | ----- | ----- | ----- | ----- | ----- | ----- | ----- | ---- | ---- | ---- | ---- |
| Počet obyvatel | 357  | 393  | 535  | 1 970 | 2 056 | 1 970 | 2 105 | 1 525 | 1 552 | 1 303 | 1 013 | 648  | 762  | 681  | 663  |
| Počet domů     | 56   | 64   | 68   | 112   | 118   | 120   | 162   | 168   | 177   | 179   | 175   | 148  | 138  | 156  | 163  |

## Obecní symboly
Louka u Litvínova získala právo užívat obecní znak a vlajku na základě rozhodnutí předsedy Poslanecké sněmovny č. 25 ze dne 9. listopadu 2007.

### Znak
V modrozeleně sníženě děleném štítě nahoře šest vějířovitě vyrůstajících zlatých obilných klasů, dva vnitřní s listem, vše přeloženo vyrůstající přirozenou lilií, dole sedm (4, 3) stříbrných květů se zlatými středy.

### Vlajka
List tvoří tři svislé pruhy, zelený, bílý a modrý v poměru 1:1:4. V modrém pruhu dva žluté vlající klíny, šikmý a kosmý, a vlající bílý klín. Všechny s vrcholem na středu vlajícího okraje bílého pruhu. Základny klínů dělí vlající okraj listu v poměru 2:1:2:1:2. Poměr šířky k délce listu je 2:3.

## Seznam ulic
- Greinerova
- Husova
- Na Lukách
- Nádražní
- Pluto I.
- K Coubaláku
- Ruských zajatců
- Sokolovská
- Ševčíkova
- U Rybníka
- Zelená